# Мани
Мани (или Манихеј; око 216 — 276) је био персијски филозоф и верски реформатор (такође свирач, сликар, лекар и пророк), који је настојао да учења трију „отаца исправности“, Заратустре, Буде и Христа, укључи у јединствен филозофски систем. 
Родом је из Селеукије код Ктесифона, тадашње престонице Персије, односно Сасанидског царства. Сматра се оснивачем манихејства.

## Живот
Према персијском предању, Мани је био хришћански свештеник. Покушао је да у свом учењу споји Христово и Заратустрино учење, односно да изврши реформу маздаизма, тако што би у њега укључио све познате религијске традиције које су у Месопотамији живеле. Он је из маздаизма, хришћанства (уз знатну примесу гностицизма) и будистичких елемената, посебно будистичке етике, створио нову дуалистичку религију са хришћанском терминологијом која се назива манихејством. Око 240. године почео је да проповеда своје учење у време персијског цара Сапора I. Мани је за живота имао 12 ученика око себе, што је било опонашање 12 апостола Исусових. Из источног Ирана је пред прогоном прешао у Тибет, и сматра се да је на тамошљу религију бон оставио извесне утицаје. Након боравка на Истоку, у Персију се вратио око 270. године, али није био радо примљен. Око 276. године био је мучен и убијен разапињањем на крст или черечењем. Након смрти од стране својих следбеника је прозван Манихеј (пер. Мани хај) што значи Мани живи. У Кини је остао упамћен као Мани Буда Светлости.
Мани је имао више писаних дела, од којих су била најпознатија Књига дивова и Основна посланица, која су изгубљена.

## Учење
| „ | Јер свака душа и свако живо биће које се креће учествује у суштини доброг Оца. | ” |

Мани је себе описивао као „ученика Исуса Христа", али га је хришћанска црква због његовог учења одбацила као јеретика. По Манијевом учењу од праискона постоје два узајамна независна почела, добро и зло, те се његово учење квалификује као дуализам. Бог је творац духовног света а материју је створило зло биће. Тако је светлост затворена у људско тело. Зато је дошао спаситељ Исус, који је учио људе како да се избаве. 
Сврха постојања човека је ослобођење духа из телесних окова. Човек је дужан да чува чистоту своје душе кроз уздржавање како би мало по мало из материје ослободио божанску суштину која је у њему затворена. Бог је у ту сврху у помоћ људима слао пророке у учитеље: Ноја, Авраама, Исуса, а међу њима је и Мани. Манијево учење је служило као снажна инспирација разних гностичких и хришћанских заједница. Манијева религија се раширила по читавој северној Африци уз Средоземно море све до Шпаније. Чувени црквени отац свети Августин, пре него што се обратио, био је девет година манихејац.
Преко Манијевих ученика су сачувана многа апокрифна хришћанска дела, попут Томиног јеванђеља, која би иначе била изгубљена.